# Bradypterus brunneus
Il forapaglie codabruna (Bradypterus brunneus (Sharpe, 1877)) è un uccello della famiglia Locustellidae, endemico del Madagascar.